# Tecken & spår
Tecken & spår är ett album från 2013 av Roger Karlsson. Skivan är inspelad, mixad och producerad av Johan Dereborn i Dereborn Musikproduktion Studio Villa Vacker, november 2012

## Låtlista
1. Försoning förlåt
2. Spår
3. Folket under broarna
4. Vilsna stackars jag
5. Alby 1981
6. Nitton långa år
7. I det blå
8. Ända fram
9. Hellre jag än du
10. Vida vidder
11. Motljus & stråkar
12. Sista tåget går

## Medverkande
- Roger Karlsson - sång, kör, el- och akustisk gitarr
- Janne Ljungwaldh - elgitarr
- Rickard Donatello - bas
- Kjell Allinger - hammondorgel
- Fredrik Humlin - piano, tramporgel, Wurlitzer
- Lotta Nilsson - sång, kör
- Peter Hjerpe - trummor, percussion
- Bosse Gustafsson - saxofon
- Thomas von Wachenfeldt - fiol
- Johan Dereborn - klaviatur, barytongitarr, klockspel, kör, bas